# Интегратор
Интеграторът е електронна схема, при която изходният сигнал е равен на интеграла на входния {\displaystyle Y=\int X\,dt}.
Схемата на интегратора се състои от операционен усилвател (ОУ), в чиято отрицателна обратна връзка (ООВ) е включен кондензатор C. Входният сигнал, който е функция на времето t – {\displaystyle u_{i}(t)} се подава през резистор R.
Токът {\displaystyle i_{c}}, се изразява чрез фомулата:
{\displaystyle i_{c}={\frac {dQ}{dt}}={\frac {C*dU_{c}}{dt}}=-{\frac {C*du_{o}}{dt}}}, където: ic е токът, който тече през резистора R и кондензатора C; Q е заряда на кондензатора C; Uc е напрежението върху C; uo е напрежението на изходния сигнал на схемата; ui е напрежението входния сигнал на схемата.
При идеален ОУ {\displaystyle i_{c}\approx {\frac {u_{i}}{R}}} и {\displaystyle U_{c}\approx -u_{o}}, знакът е минус, тъй като C е включен между изхода и инвертиращия вход на ОУ (входът инвертира напрежението на сигнала в изхода на ОУ от + към − и обратно).
Като се отчетат дадените по-горе равенства се получава: {\displaystyle {\frac {u_{i}}{R}}=-{\frac {C*du_{o}}{dt}}}. Като се реши това равенство се получава основната зависимост (формула) при интегратора:
Тоест при интегратора изходния сигнал е пропорционален на интеграла на входния сигнал във времевия интервал от t1 до t2.
При подаване на напрежителен скок на входа, реакцията на интегратора е дадена вдясно.
В този случай максималната стойност на изходното напрежение uom се определя от захранването, което в случая е еднополярно и отрицателно. Тоест |uom|{\displaystyle \leq }|E|. Обикновено абсолютната стойност на uom е с 1V до 2V по-малка от абсолютнана стойност на Е.
При подаване на импулсен сигнал на входа на интегратора, на изхода на интегратора се получава триъгълно напрежение. Максималната амплитуда на изходния сигнал отново зависи от стойността захранващото напрежение. Много често операционният усилвател на интегратора се захранва с двуполярно захранващо напрежение +E и −E. Тогава стойността на uom в едната и в другата посока зависи от +E и от −E, съответно +E за положителната полувълна на uo и −E за отрицателната полувълна на uo. Тогава може да се запише по-кратко|uom|{\displaystyle \leq }|+/−E|.
- Подаване на напрежителен скок към интегратор
- Подаване на импулсен сигнал на интегратор
- Подаване на импулсен сигнал на интегратор с двуполярно захранване